# Boris Afanasjew
Boris Iwanowicz Afanasjew, ros. Борис Иванович Афанасьев (ur. 13 października 1913 w Moskwie, Imperium Rosyjskie, zm. 25 lutego 1983 w Moskwie, Rosyjska FSRR) – rosyjski sportowiec, piłkarz, hokeista oraz trener.

## Kariera piłkarska
Wychowanek CDKA Moskwa. W 1932 rozpoczął karierę piłkarską w drużynie Triochgorka Moskwa, walczącej o mistrzostwo Moskwy. Potem występował w klubach Dukat Moskwa i Dinamo Bołszewo. W 1938 został zaproszony do Dynama Kijów. Został wybrany do podstawowego składu na mecz 22 czerwca 1941 pomiędzy kijowskim Dynamem a CDKA Moskwa. Trener Michaił Butusow ustalił pierwszy skład na ten mecz: Ołeh Łajewski, Wasilij Głazkow, Boris Afanasjew, Mykoła Machynia, Wołodymyr Hreber, Mieczysław Górski, Wołodymyr Onyszczenko, Michał Matyas, Aleksandr Skoceń, Kostiantyn Szczehocki, Pawło Wińkowatow, jednakże spotkanie nie odbyło się z powodu wybuchu ataku Niemiec na ZSRR. W 1944 powrócił do CDKA Moskwa. Najpierw grał na pozycji obrońcy lub pomocnika w drużynie piłkarskiej, a od 1948 na pozycji bramkarza w drużynie hokejowej.

## Kariera trenerska
Po kilku latach po zakończeniu kariery gracza, w 1953 rozpoczął pracę szkoleniową. W 1963 objął funkcję szkoleniowca hokejowej drużyny Spartaka Moskwa. Od 1972 do 1974 trenował hokejowy klub Akroni Jesenice, z którym w 1973 zdobył Mistrzostwo Jugosławii.

## Sukcesy i odznaczenia

### Sukcesy klubowe w piłce nożnej
- mistrz ZSRR: 1946
- wicemistrz ZSRR: 1945
- zdobywca Pucharu ZSRR: 1945

### Sukcesy klubowe w hokeju na lodzie
- mistrz ZSRR: 1948, 1949, 1950
- wicemistrz ZSRR: 1952

### Sukcesy trenerskie w hokeju na lodzie
- mistrz Jugosławii: 1973

### Odznaczenia
- tytuł Zasłużonego Mistrza Sportu ZSRR: 1948
- tytuł Zasłużonego Trenera Sportu Rosyjskiej FSRR: 1968